# Telecommunications Industry Association

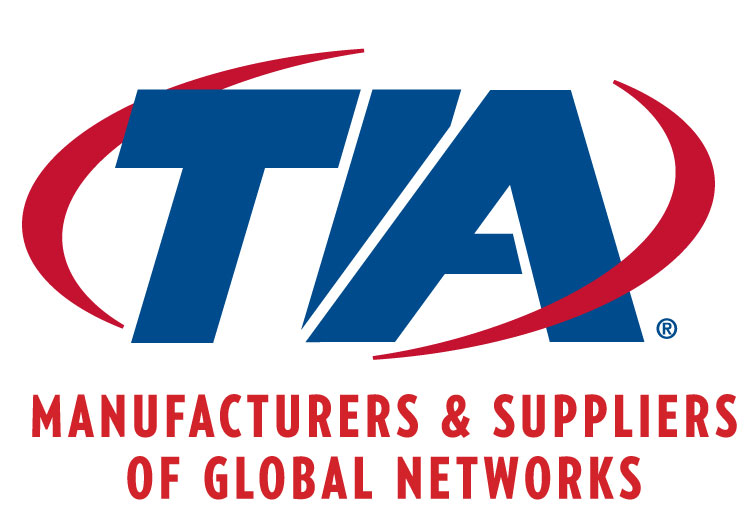
Logotipo de la Telecommunications Industry Association

La Asociación de la Industria de Telecomunicaciones (en inglés: Telecommunications Industry Association, conocida por sus siglas: TIA) es una asociación comercial acreditada por el Instituto Nacional Estadounidense de Estándares (ANSI), con el fin de desarrollar normas industriales, tanto voluntarias como basadas en el consenso, sobre una amplia variedad de productos de las tecnologías de la información y la comunicación (TIC), y actualmente representa a casi 400 empresas. El Departamento de Estándares y Tecnología de TIA opera doce comités de ingeniería, que desarrollan pautas para equipos de radio privados, antenas celulares, terminales de datos, satélites, equipos de terminales telefónicos, accesibilidad, dispositivos VoIP, cableado estructurado, centros de procesamiento de datos, comunicaciones de dispositivos móviles, multidifusión multimedia, telemática vehicular, TIC utilizadas en el cuidado de la salud, comunicaciones M2M y redes de servicios inteligentes.
TIA se fusionó en 2017 con Quest Forum, hogar del estándar de calidad TL 9000 para operadores, con lo cual aumentó sustancialmente el número de empresas bajo el paraguas de TIA. Los consejos directivos de las dos organizaciones se combinaron en un solo consejo de administración. La sede de la nueva organización fusionada se ubicó en la de TIA en Arlington, Virginia.
También produce nXtcomm, un trade-show para la industria de telecomunicaciones que reemplaza a la GLOBALCOMM (anteriormente SUPERCOMM) y TelecomNext.